# Karl Malden
Karl Malden, (Chicago, 22 de março de 1912 — Los Angeles, 1 de julho de 2009) foi um ator estadunidense. Considerado uma pessoa expansiva, recebeu os prêmios Emmy, Óscar e Golden Globe.
Em sua filmografia são destaques A Streetcar Named Desire (Um bonde chamado desejo), On the Waterfront, One-Eyed Jacks, Patton, Baby Doll e How the West Was Won.
E por A Streetcar Named Desire recebeu o Oscar de Melhor Ator Coadjuvante, além de ser indicado também na mesma categoria por On the Waterfront

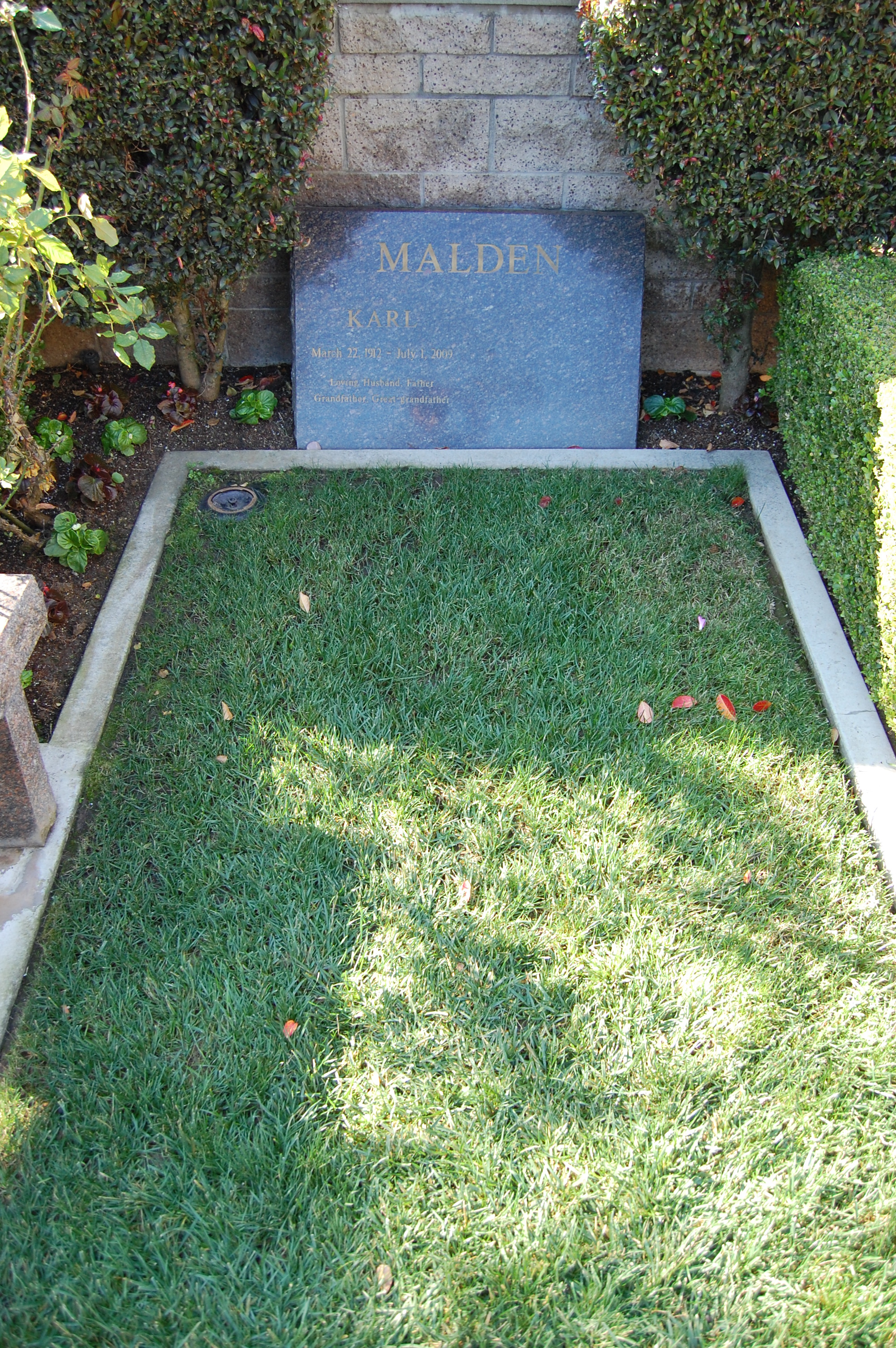
Sepultura no Westwood Village Memorial Park Cemetery

Na televisão estrelou, com Michael Douglas, The Streets of San Francisco, seriado famoso nos Estados Unidos na década de 1970. Participou, como convidado especial, do seriado The West Wing.
Também teve atuação na dramaturgia do rádio, segundo o artigo Tom Malden on the Radio Otr.com, de Jack French (1999).
Sepultado no Westwood Village Memorial Park Cemetery.

## Filmografia

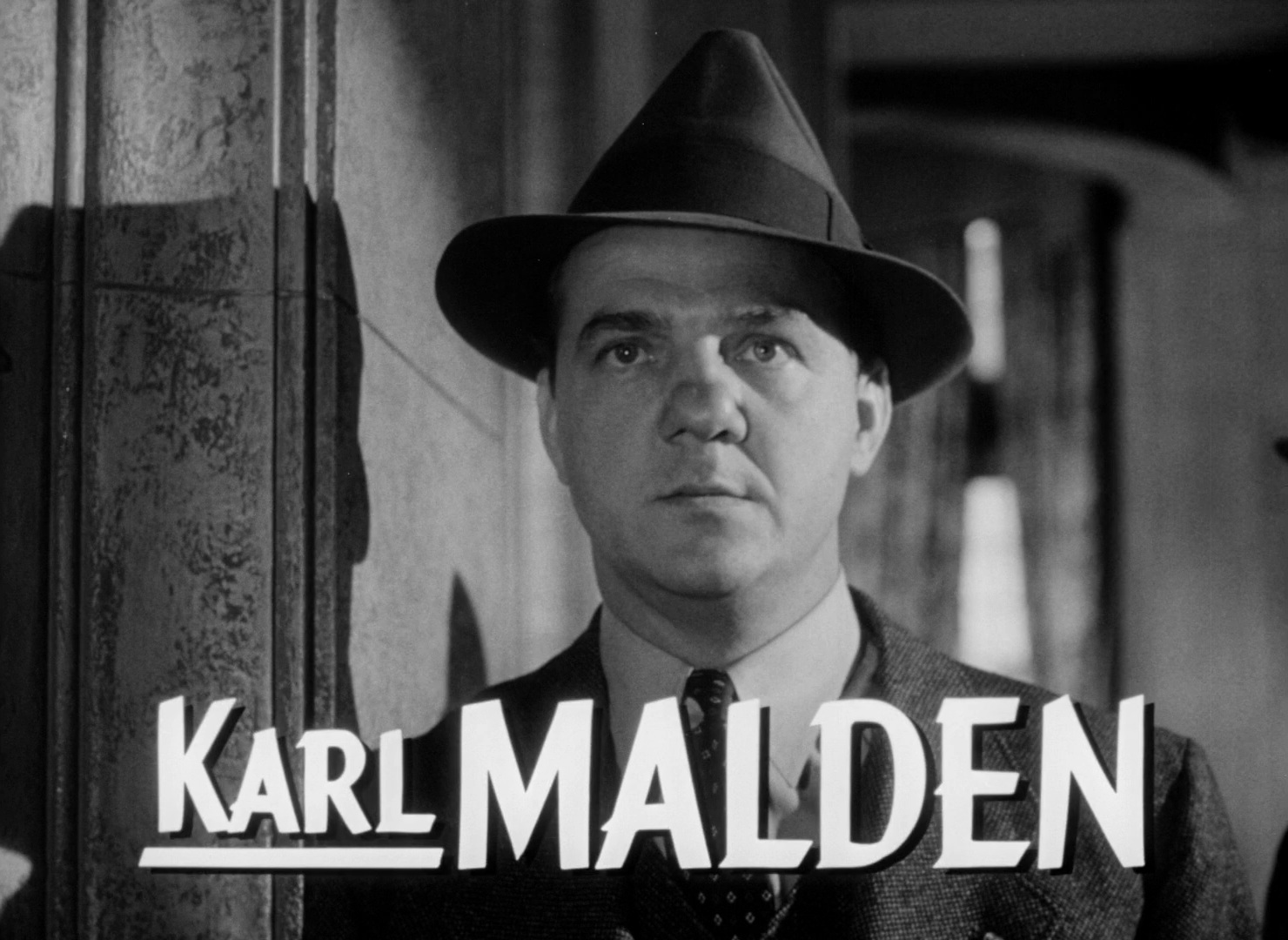
Malden no trailer de I Confess (1953)

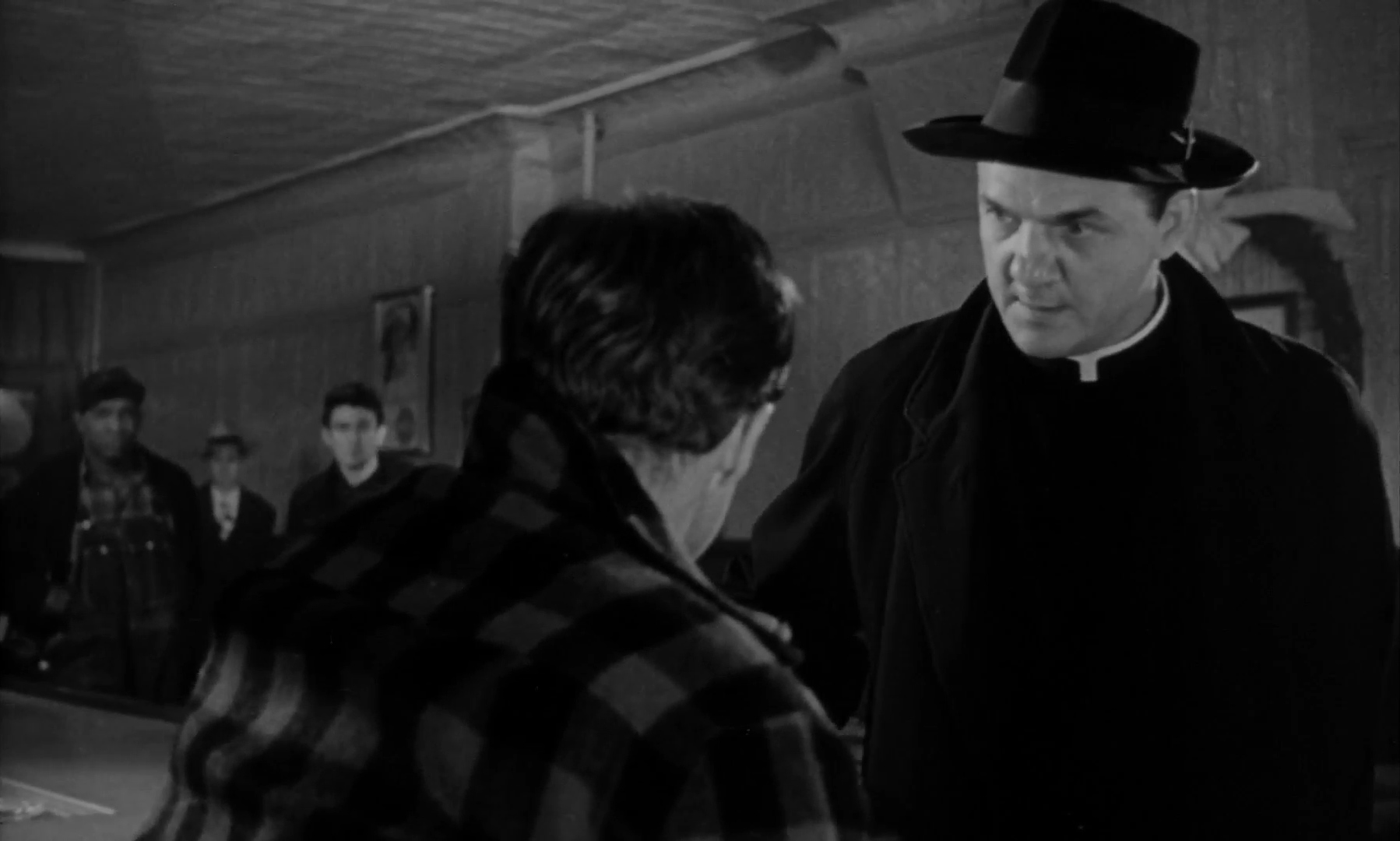
Malden com Marlon Brando no trailer de On the Waterfront (1954)

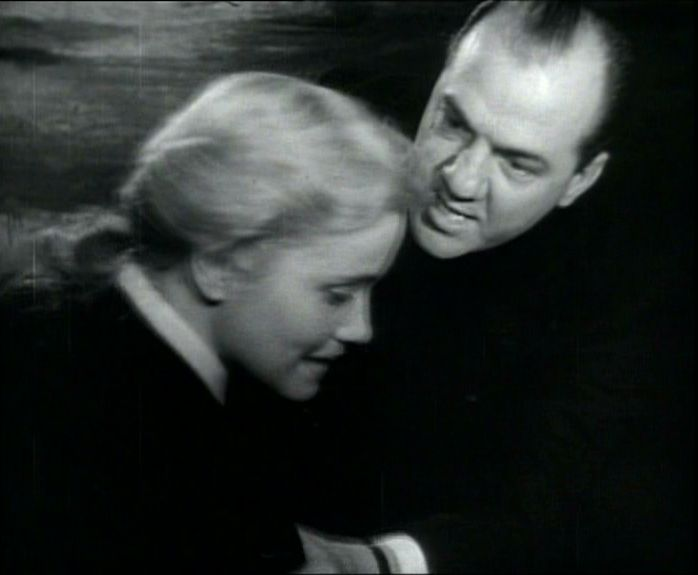
Malden com Eva Marie Saint no trailer de On the Waterfront (1954)

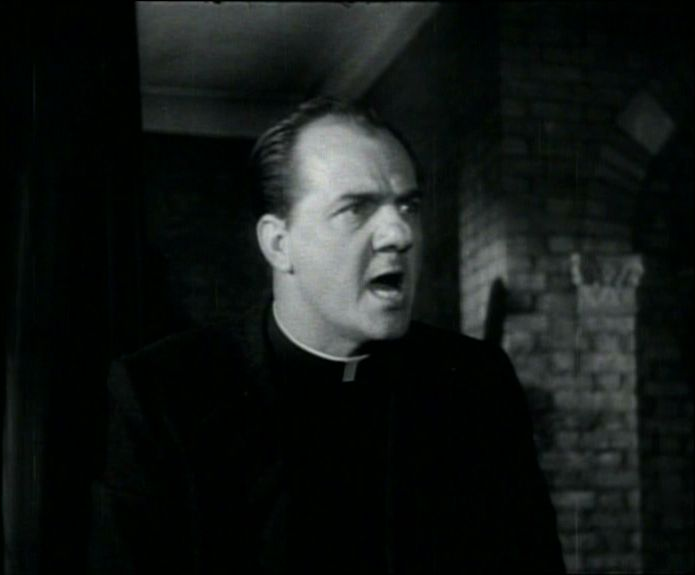
Malden como o Padre Barry no trailer de On the Waterfront (1954)

### Filmes
| Ano  | Título                             | Personagem              | Notas                                               |
| ---- | ---------------------------------- | ----------------------- | --------------------------------------------------- |
| 1940 | They Knew What They Wanted         | Red                     | Estreia cinematográfica                             |
| 1944 | Winged Victory                     | Adams                   |                                                     |
| 1946 | 13 Rue Madeleine                   | Jump Master             | Não creditado                                       |
| 1947 | Boomerang                          | Det. White              | Não creditado                                       |
| 1947 | Kiss of Death                      | Sgt. William Cullen     |                                                     |
| 1950 | The Gunfighter                     | Mac                     |                                                     |
| 1950 | Where the Sidewalk Ends            | Thomas                  |                                                     |
| 1951 | Halls of Montezuma                 | Doc                     |                                                     |
| 1951 | A Streetcar Named Desire           | Harold 'Mitch' Mitchell |                                                     |
| 1952 | The Sellout                        | Capt. Buck Maxwell      |                                                     |
| 1952 | Diplomatic Courier                 | Sgt. Ernie Guelvada     |                                                     |
| 1952 | Operation Secret                   | Maj. Latrec             |                                                     |
| 1952 | Ruby Gentry                        | Jim Gentry              |                                                     |
| 1953 | I Confess                          | Inspetor Larrue         |                                                     |
| 1953 | Take the High Ground!              | Sgt. Laverne Holt       |                                                     |
| 1954 | Phantom of the Rue Morgue          | Dr. Marais              |                                                     |
| 1954 | On the Waterfront                  | Father Barry            |                                                     |
| 1956 | Baby Doll                          | Archie Lee Meighan      |                                                     |
| 1957 | Fear Strikes Out                   | John Piersall           |                                                     |
| 1957 | Time Limit                         | Prisoneiro              | Não creditado; O único crédito de direção de Malden |
| 1957 | Bombers B-52                       | Sgt. Chuck V. Brennan   |                                                     |
| 1959 | The Hanging Tree                   | Frenchy Plante          | Também dirigido, mas não foi creditado              |
| 1960 | Pollyanna                          | Reverend Paul Ford      |                                                     |
| 1961 | The Great Impostor                 | Father Devlin           |                                                     |
| 1961 | One-Eyed Jacks                     | Sheriff Dad Longworth   |                                                     |
| 1961 | Parrish                            | Judd Raike              |                                                     |
| 1962 | All Fall Down                      | Ralph Willart           |                                                     |
| 1962 | Birdman of Alcatraz                | Harvey Shoemaker        |                                                     |
| 1962 | Gypsy                              | Herbie Sommers          |                                                     |
| 1962 | How the West Was Won               | Zebulon Prescott        |                                                     |
| 1963 | Come Fly with Me                   | Walter Lucas            |                                                     |
| 1964 | Dead Ringer                        | Sergeant Jim Hobbson    |                                                     |
| 1964 | Cheyenne Autumn                    | Capt. Wessels           |                                                     |
| 1965 | The Cincinnati Kid                 | Shooter                 |                                                     |
| 1966 | Nevada Smith                       | Tom Fitch               |                                                     |
| 1966 | Murderers' Row                     | Julian Wall             |                                                     |
| 1967 | Hotel                              | Keycase Milne           |                                                     |
| 1967 | The Adventures of Bullwhip Griffin | Judge Higgins           |                                                     |
| 1967 | Billion Dollar Brain               | Leo Newbigen            |                                                     |
| 1968 | Blue                               | Doc Morton              |                                                     |
| 1968 | Hot Millions                       | Carlton J. Klemper      |                                                     |
| 1970 | Patton                             | General Omar N. Bradley |                                                     |
| 1971 | The Cat o' Nine Tails              | Franco Arnò             |                                                     |
| 1971 | Wild Rovers                        | Walter Buckman          |                                                     |
| 1972 | Summertime Killer                  | Captain John Kiley      |                                                     |
| 1979 | Beyond the Poseidon Adventure      | Wilbur Hubbard          |                                                     |
| 1979 | Meteor                             | Harry Sherwood          |                                                     |
| 1982 | Twilight Time                      | Marko Sekulovic         |                                                     |
| 1983 | The Sting II                       | Gus Macalinski          |                                                     |
| 1986 | Billy Galvin                       | Jack Galvin             |                                                     |
| 1987 | Nuts                               | Arthur Kirk             |                                                     |

### Televisão
| Year      | Título                               | Personagem          | Notas                             |
| --------- | ------------------------------------ | ------------------- | --------------------------------- |
| 1949      | The Ford Theatre Hour                | Friedrich Bhaer     | Episódio: "Little Women"          |
| 1950      | Armstrong Circle Theatre             | Ele mesmo           | Episódio: "Anything But Love"     |
| 1952      | Celanese Theatre                     | Ele mesmo           | Episódio: "The Animal Kingdom"    |
| 1972–1977 | The Streets of San Francisco         | Det. Mike Stone     | 120 episódios                     |
| 1977      | Captains Courageous                  | Disko Troop         | Filme para TV                     |
| 1980      | Skag                                 | Pete 'Skag' Skagska | 6 episódios                       |
| 1981      | Word of Honor                        | Mike McNeill        | Filme para TV                     |
| 1981      | Miracle on Ice                       | Herb Brooks         | Filme para TV                     |
| 1984      | With Intent to Kill                  | Thomas E. Nolan     | Filme para TV                     |
| 1984      | Fatal Vision                         | Freddy Kassab       | TV mini-series                    |
| 1985      | Alice in Wonderland                  | The Walrus          | Filme para TV                     |
| 1988      | My Father, My Son                    | Elmo Zumwalt Jr.    | Filme para TV                     |
| 1989      | The Hijacking of the Achille Lauro   | Leon Klinghoffer    | Filme para TV                     |
| 1990      | Call Me Anna                         | Dr. Harold Arlen    | Filme para TV                     |
| 1991      | Absolute Strangers                   | Fred Zusselman      | Filme para TV                     |
| 1992      | Back to the Streets of San Francisco | Mike Stone          | Filme para TV                     |
| 1993      | Vanished Without a Trace             | Ed Ray              | Filme para TV                     |
| 1995      | Biography                            | P.T. Barnum (voz)   |                                   |
| 1998      | The Lionhearts                       | (voz)               | Episódio: "Brown Dog Day"         |
| 2000      | The West Wing                        | Thomas Cavanaugh    | Episódio: "Take This Sabbath Day" |